# 2001 QS297
2001 QS297, também escrito como 2001 QS297, é um objeto transnetuniano que está localizado no Cinturão de Kuiper, uma região do Sistema Solar. Ele é classificado como um twotino, pois, o mesmo está em uma ressonância orbital de 1:2 com o planeta Netuno. Ele possui uma magnitude absoluta de 5,4 e tem um diâmetro estimado de cerca de 366 km. O astrônomo Mike Brown lista este corpo celeste em sua página na internet como um candidato a possível planeta anão.

## Descoberta
2001 QS297 foi descoberto no dia 20 de agosto de 2001 pelo astrônomo Marc W. Buie.

## Órbita
A órbita de 2001 QS297 tem uma excentricidade de 0,000 e possui um semieixo maior de 43,797 UA. O seu periélio leva o mesmo a uma distância de 43,797 UA em relação ao Sol e seu afélio a 43,797 UA.